# Station Pępowo Kartuskie
Station Pępowo Kartuskie is een spoorwegstation in de Poolse plaats Pępowo.